# Кормагали
Кормагали (груз. კორმაღალი, до 2013 года — Квирике) — село в Грузии, на территории Самтредского муниципалитета края (мхаре) Имеретия.

## География
Село находится в западной части Грузии, к югу от реки Риони, на расстоянии приблизительно 8 километров (по прямой) к юго-востоку от города Самтредиа, административного центра муниципалитета. Абсолютная высота — 90 метров над уровнем моря.

## Население
По результатам официальной переписи населения 2014 года, в Кормагали проживал 221 человек (111 мужчин и 110 женщин). В национальной структуре населения грузины составляли 100 %.
| Год  | Население, человек |
| ---- | ------------------ |
| 2002 | 398                |
| 2014 | ↘ 221              |